# Свіяжний
Свіяжний (рос. Свияжный) — селище в Кузоватовському районі Ульяновської області Російської Федерації.
Населення становить 26 осіб. Входить до складу муніципального утворення Спешневське сільське поселення.

## Історія
Від 2004 року входить до складу муніципального утворення Спешневське сільське поселення.

## Населення
| 2010 |
| ---- |
| 26   |